# Brani musicali dei Misfits
Questa lista comprende tutte le canzoni dei Misfits, poiché molte sono state pubblicate in vari album.

## Brani musicali dei Misfits
| Titolo                             | Incisione (anno) | Durata | Note |
| ---------------------------------- | --- | ------ | --- |
| 1,000,000 Years B.C.               | Famous Monsters (1999) Cuts from the Crypt (2001)                                                                                         | 3:12   | Pubblicato solo nella versione britannica di Famous Monsters. |
| 20 Eyes                            | Walk Among Us (1982) Evilive (1982) Box Set (1996)                                                                                        | 1:55   | La versione su Evilive è dal vivo. |
| Abominable Dr. Phibes              | American Psycho (1997) Evilive II (1998)                                                                                                  | 1:42   | La versione su Evilive II è dal vivo ed accompagnata da una introduzione, con il titolo Intro - Abominable Dr. Phibes.                                                                                                   |
| All Hell Breaks Loose              | Walk Among Us (1982) Evilive (1982) Box Set (1996)                                                                                        | 1:33   | La versione su Evilive è dal vivo. |
| American Nightmare                 | Legacy of Brutality (1985) Box Set (1996) Evilive II (1998)                                                                               | 1:42   | La versione su Evilive II è dal vivo. |
| American Psycho                    | American Psycho (1997) Evilive II (1998)                                                                                                  | 2:06   | La versione su Evilive II è dal vivo. |
| Angel Baby                         | Psycho in the Wax Museum (2006) | 3:02   | |
| Angelfuck                          | Legacy of Brutality (1985) Box Set (1996) Static Age (1998)                                                                               | 1:37   | |
| Astro Zombies                      | Walk Among Us (1982) Evilive (1982) Collection I (1986) Box Set (1996) 12 Hits from Hell (2001)                                           | 2:15   | La versione su Evilive è dal vivo. |
| Attitude                           | Bullet (1978) Beware (1980) Collection II (1995) Box Set (1996) Static Age (1998)                                                         | 1:30   | |
| Blacklight                         | American Psycho (1997) Cuts from the Crypt (2001)                                                                                         | 1:27   | La versione su Cuts From The Crypt è una demo. |
| Bloodfest                          | Earth A.D./Wolfs Blood (1983) Collection II (1995) Box Set (1996)                                                                         | 2:29   | |
| Braineaters                        | Walk Among Us (1982) Collection II (1995) Box Set (1996)                                                                                  | 0:56   | |
| Bruiser                            | Cuts from the Crypt (2001) | 2:24   | |
| Bullet                             | Bullet (1978) Beware (1980) Collection I (1986) Box Set (1996) Static Age (1998) Evilive II (1998)                                        | 1:37   | La versione su Evilive II è dal vivo. |
| Children In Heat                   | Horror Business (1979) Collection II (1995) Box Set (1996)                                                                                | 2:05   | |
| Come Back                          | Legacy of Brutality (1985) Box Set (1996) Static Age (1998)                                                                               | 5:00   | |
| Cough/Cool                         | Cough/Cool (1977) Collection II (1995) Box Set (1996)                                                                                     | 2:14   | Nelle versioni Collection e Box Set sono state eliminate le tracce di batteria originali, sostituite le tracce di chitarra e di drum machine, aggiunte nuove parti cantate. La versione originale non presenta chitarre. |
| Crawling Eye                       | Famous Monsters (1999) | 2:22   | |
| Crimson Ghost                      | American Psycho (1997) | 2:01   | |
| Day of the Dead                    | American Psycho (1997) Evilive II (1998)                                                                                                  | 1:49   | La versione su Evilive II è dal vivo. |
| Day the Earth Caught Fire          | Don't Open 'Til It's Doomsday / Day the Earth Caught Fire (2002)                                                                          | 5:37   | |
| Dead Kings Rise                    | American Psycho (1997) Cuts from the Crypt (2001)                                                                                         | 2:55   | Pubblicata nella versione in vinile di American Psycho. La versione su Cuts from the Crypt è una demo. |
| Death Comes Ripping                | Earth A.D./Wolfs Blood (1983) Collection I (1986) Box Set (1996)                                                                          | 1:53   | |
| Death of the Fallen Angel          | Psycho in the Wax Museum (2006) | 2:33   | |
| Demonomania                        | Earth A.D./Wolfs Blood (1983) Collection II (1995) Box Set (1996)                                                                         | 0:45   | |
| Descending Angel                   | Famous Monsters (1999) | 3:46   | |
| Devil Doll                         | Famous Monsters (1999) Cuts from the Crypt (2001)                                                                                         | 3:12   | Pubblicato solo Nelle versioni britannica e giapponese di Famous Monsters. |
| Devil's Whorehouse                 | Walk Among Us (1982) Evilive (1982) Collection II (1995) Box Set (1996)                                                                   | 1:45   | La versione su Evilive è dal vivo. |
| Devilock                           | Earth A.D./Wolfs Blood (1983) Collection I (1986) Box Set (1996)                                                                          | 1:26   | |
| Diana                              | Project 1950 (2003) | 2:09   | |
| Die, Die My Darling                | Earth A.D./Wolfs Blood (1983) Die, Die My Darling (1984) Collection I (1986) Box Set (1996) Evilive II (1998)                             | 3:11   | La versione su Evilive II è dal vivo. |
| Die Monster Die                    | Famous Monsters (1999) | 2:00   | |
| Dig Up Her Bones                   | Dig Up Her Bones (1997) American Psycho (1997) Evilive II (1998)                                                                          | 3:01   | La versione su Evilive II è dal vivo. |
| Don't Open 'Til Doomsday           | American Psycho (1997) Evilive II (1998)                                                                                                  | 5:37   | La versione su Evilive II è dal vivo. |
| Donna                              | Project 1950 (2003) | 2:33   | |
| Dr. Phibes Rises Again             | Cuts from the Crypt (2001) | 6:51   | |
| Dream Lover                        | Project 1950 (2003) | 2:27   | |
| Dust to Dust                       | Famous Monsters (1999) | 2:43   | |
| Earth A.D.                         | Earth A.D./Wolfs Blood (1983) Collection I (1986) Box Set (1996)                                                                          | 2:09   | |
| Fiend Club                         | Famous Monsters (1999) | 2:52   | |
| Fiend Without a Face               | Cuts from the Crypt (2001) | 2:59   | |
| The Forbidden Zone                 | Famous Monsters (1999) | 2:23   | |
| From Hell They Came                | American Psycho (1997) Evilive II (1998)                                                                                                  | 2:16   | La versione su Evilive II è dal vivo. |
| Ghouls Night Out                   | 3 Hits from Hell (1980) Evilive (1982) Collection I (1986) Box Set (1996) 12 Hits from Hell (2001)                                        | 1:56   | La versione su Evilive è dal vivo. |
| Great Balls of Fire                | Project 1950 (2003) | 1:50   | |
| Green Hell                         | Earth A.D./Wolfs Blood (1983) Collection I (1986) Box Set (1996)                                                                          | 1:53   | |
| Halloween                          | Halloween (1981) Legacy of Brutality (1985) Collection II (1995) Box Set (1996) 12 Hits from Hell (2001)                                  | 1:53   | |
| Halloween II                       | Halloween (1981) Collection II (1995) Box Set (1996) 12 Hits from Hell (2001)                                                             | 2:13   | |
| Hatebreeders                       | Walk Among Us (1982) Evilive (1982) Collection II (1995) Box Set (1996)                                                                   | 3:06   | La versione su Evilive è dal vivo. |
| Hate the Living, Love the Dead     | American Psycho (1997) Evilive II (1998)                                                                                                  | 1:36   | La versione su Evilive II è dal vivo. |
| The Haunting                       | American Psycho (1997) Evilive II (1998) Cuts from the Crypt (2001)                                                                       | 1:25   | La versione su Evilive II è dal vivo. La versione su Cuts from the Crypt è una demo. |
| Helena                             | Famous Monsters (1999) | 3:20   | |
| Helena 2                           | Famous Monsters (1999) Cuts from the Crypt (2001)                                                                                         |        | Pubblicato solo nella versione britannica di Famous Monsters. |
| Hell Night                         | American Psycho (1997) | 2:20   | Traccia fantasma. |
| Hellhound                          | Earth A.D./Wolfs Blood (1983) Collection II (1995) Box Set (1996)                                                                         | 1:16   | |
| Hollywood Babylon                  | Bullet (1978) Beware (1980) Collection I (1986) Box Set (1996) Static Age (1998)                                                          | 2:20   | |
| Horror Business                    | Horror Business (1979) Beware (1980) Evilive (1982) Collection I (1986) Box Set (1996)                                                    | 2:42   | La versione su Evilive è dal vivo. |
| Horror Hotel                       | 3 Hits from Hell (1980) Evilive (1982) Collection II (1995) Box Set (1996) 12 Hits from Hell (2001)                                       | 1:25   | La versione su Evilive è dal vivo. |
| The Hunger                         | American Psycho (1997) Evilive II (1998) Cuts from the Crypt (2001)                                                                       | 1:43   | La versione su Evilive II è dal vivo. La versione su Cuts from the Crypt è una demo. |
| Hunting Humans                     | Famous Monsters (1999) | 0:46   | |
| Hybrid Moments                     | Legacy of Brutality (1985) Box Set (1996) Static Age (1998)                                                                               | 1:42   | |
| I Got a Right                      | Cuts from the Crypt (2001) | 3:00   | |
| I Turned into a Martian            | Walk Among Us (1982) Collection I (1986) Box Set (1996) 12 Hits from Hell (2001)                                                          | 1:43   | |
| I Wanna Be a NY Ranger             | I Wanna Be a NY Ranger (1998) Cuts from the Crypt (2001)                                                                                  | 1:37   | |
| In the Doorway                     | Static Age (1998) | 1:27   | |
| Kong at the Gates                  | Famous Monsters (1999) | 1:22   | |
| Kong Unleashed                     | Famous Monsters (1999) | 0:47   | |
| Land of the Dead                   | Land of the Dead (2009) | 4:59   | |
| Last Caress                        | Beware (1980) Collection II (1995) Box Set (1996) Static Age (1998) Evilive II (1998)                                                     | 1:57   | La versione su Evilive II è dal vivo. |
| Latest Flame                       | Project 1950 (2003) | 2:16   | |
| Living Hell                        | Famous Monsters (1999) | 2:54   | |
| London Dungeon                     | 3 Hits from Hell (1980) Evilive (1982) Collection I (1986) Box Set (1996) 12 Hits from Hell (2001)                                        | 2:14   | La versione su Evilive è dal vivo. Appare in due versioni su 12 Hits from Hell. |
| Lost In Space                      | Famous Monsters (1999) | 2:27   | |
| Mars Attacks                       | American Psycho (1997) Cuts from the Crypt (2001)                                                                                         | 2:28   | La versione su Cuts from the Crypt è una demo. |
| Mephisto Waltz                     | Collection II (1995) Box Set (1996) | 1:45   | |
| Mommy Can I Go Out & Kill Tonight? | Walk Among Us (1982) Earth A.D./Wolfs Blood (1983) Die, Die My Darling (1984) Collection I (1986) Box Set (1996)                          | 1:59   | Walk Among Us version is live. |
| Monster Mash                       | Cuts from the Crypt (2001) Project 1950 (2003)                                                                                            | 2:37   | Le versioni su Cuts from the Crypt e Project 1950 provengono da diverse registrazioni. |
| Night of the Living Dead           | Night of the Living Dead (1979) Walk Among Us (1982) Evilive (1982) Collection I (1986) Box Set (1996) 12 Hits from Hell (2001)           | 1:58   | La versione su Evilive è dal vivo. |
| Nike A Go Go                       | Walk Among Us (1982) Evilive (1982) Collection II (1995) Box Set (1996)                                                                   | 2:16   | La versione su Evilive è dal vivo. |
| No More Moments                    | Cuts from the Crypt (2001) | 3:09   | |
| Only Make Believe                  | Project 1950 (2003) | 2:15   | |
| Pumpkin Head                       | Famous Monsters (1999) | 2:16   | |
| Queen Wasp                         | Earth A.D./Wolfs Blood (1983) Collection II (1995) Box Set (1996)                                                                         | 1:32   | |
| Rat Fink                           | Night of the Living Dead (1979) Collection II (1995) Box Set (1996)                                                                       | 1:52   | |
| Resurrection                       | American Psycho (1997) | 1:29   | |
| Return of the Fly                  | Collection II (1995) Box Set (1996) Static Age (1998)                                                                                     | 1:36   | |
| Rise Above                         | Cuts from the Crypt (2001) | 2:42   | Versione dal vivo. |
| Runaway                            | Project 1950 (2003) | 2:24   | |
| Saturday Night                     | Famous Monsters (1999) | 3:28   | |
| Scarecrow Man                      | Famous Monsters (1999) | 3:10   | |
| Scream!                            | Scream! (1999) Famous Monsters (1999) Cuts from the Crypt (2001)                                                                          | 2:33   | La versione di Famous Monsters e la demo appaiono nel singolo. La versione su Cuts from the Crypt è una demo. |
| She                                | Cough/Cool (1977) Legacy of Brutality (1985) Collection I (1986) Box Set (1996) Static Age (1998)                                         | 1:24   | Appare tre volte nel Box Set, nei dischi 1, 2 e 3. |
| Shining                            | American Psycho (1997) Evilive II (1998)                                                                                                  | 2:59   | La versione su Evilive II è dal vivo. |
| Skulls                             | Walk Among Us (1982) Collection I (1986) Box Set (1996) 12 Hits from Hell (2001)                                                          | 2:00   | |
| Some Kinda Hate                    | Legacy of Brutality (1985) Box Set (1996) Static Age (1998)                                                                               | 2:01   | |
| Speak of the Devil                 | American Psycho (1997) Evilive II (1998)                                                                                                  | 1:48   | La versione su Evilive II è dal vivo. |
| Spinal Remains                     | Legacy of Brutality (1985) Box Set (1996) Static Age (1998)                                                                               | 1:27   | |
| Static Age                         | Teenagers from Mars (1978) Legacy of Brutality (1985) Box Set (1996) Static Age (1998)                                                    | 2:50   | Appare due volte nel Box Set, nei dischi 2 e 4. |
| Static Intro                       | Box Set (1996) | 0:06   | |
| Static Outro                       | Box Set (1996) | 0:08   | |
| Teenagers from Mars                | Teenagers from Mars (1978) Beware (1980) Horror Business (1979) Collection I (1986) Walk Among Us (1982) Box Set (1996) Static Age (1998) | 2:51   | |
| Them                               | Famous Monsters (1999) | 2:43   | |
| Theme for a Jackal                 | Legacy of Brutality (1985) Box Set (1996) Static Age (1998)                                                                               | 2:40   | |
| This Island Earth                  | American Psycho (1997) Evilive II (1998)                                                                                                  | 2:15   | La versione su Evilive II è dal vivo. |
| This Magic Moment                  | Project 1950 (2003) | 2:36   | |
| TV Casualty                        | Legacy of Brutality (1985) Box Set (1996) Static Age (1998)                                                                               | 2:23   | |
| Twilight of the Dead               | Land of the Dead (2009) |        | |
| Vampira                            | Walk Among Us (1982) Collection I (1986) Box Set (1996) Evilive II (1998) 12 Hits from Hell (2001)                                        | 1:26   | La versione su Evilive II è dal vivo. |
| Violent World                      | Walk Among Us (1982) Box Set (1996) 12 Hits from Hell (2001)                                                                              | 1:46   | |
| Walk Among Us                      | American Psycho (1997) Evilive II (1998)                                                                                                  | 1:23   | La versione su Evilive II è dal vivo. |
| We Are 138                         | Bullet (1978) Beware (1980) Evilive (1982) Collection II (1995) Box Set (1996) Static Age (1998)                                          | 1:41   | La versione su Evilive è dal vivo. |
| We Bite                            | Earth A.D./Wolfs Blood (1983) Die, Die My Darling (1984) Collection II (1995) Box Set (1996)                                              | 1:15   | |
| Where Eagles Dare                  | Night of the Living Dead (1979) Legacy of Brutality (1985) Collection I (1986) Box Set (1996) Evilive II (1998) 12 Hits from Hell (2001)  | 1:58   | Appare due volte nel Box Set, nei dischi 1 e 2. La versione su Evilive II è dal vivo. |
| Witch Hunt                         | Famous Monsters (1999) | 1:31   | |
| Who Killed Marilyn?                | Legacy of Brutality (1985) Box Set (1996)                                                                                                 | 1:56   | |
| Wolfs Blood                        | Earth A.D./Wolfs Blood (1983) Collection I (1986) Box Set (1996)                                                                          | 1:13   | |
| You Belong to Me                   | Project 1950 (2003) | 3:10   | |